# 기본단위체
구조생물학에서 기본단위체 또는 프로토머(protomer)는 소중합체 단백질(올리고머 단백질)의 구조적 단위체이다. 최소 두 개의 서로 다른 단백질 사슬로 이루어져 있는 가장 작은 단위체로, 두 개 이상의 기본단위체가 회합하여 더 큰 이종 올리고머(hetero-oligomer)를 형성한다.
용어를 처음 도입한 것은 Chetverin으로, 수소-칼륨 ATP가수분해효소의 명명법을 확실하게 하기 위함이었다. 수소-칼륨 ATP가수분해효소는 더 크기가 크고 촉매 기능을 하는 α 소단위체와 크기가 작은 당단백질인 β 소단위체로 구성되어 있다. 당시에는 두 소단위체 중 얼마나 많은 양이 함께 작용하는지가 불명확했다. 또한 이량체라고 했을 때 αβ를 가리키는 것인지, (αβ)2를 가리키는 것인지도 헷갈리기 쉬웠다. 따라서 Chetverin은 αβ를 'protomer'로, (αβ)2는 'diprotomer'로 부르자고 제안했다.
화학에서 프로토머는 양성자의 위치로 인해 호변 이성질체가 나타나는 분자를 일컫는다.

## 예시

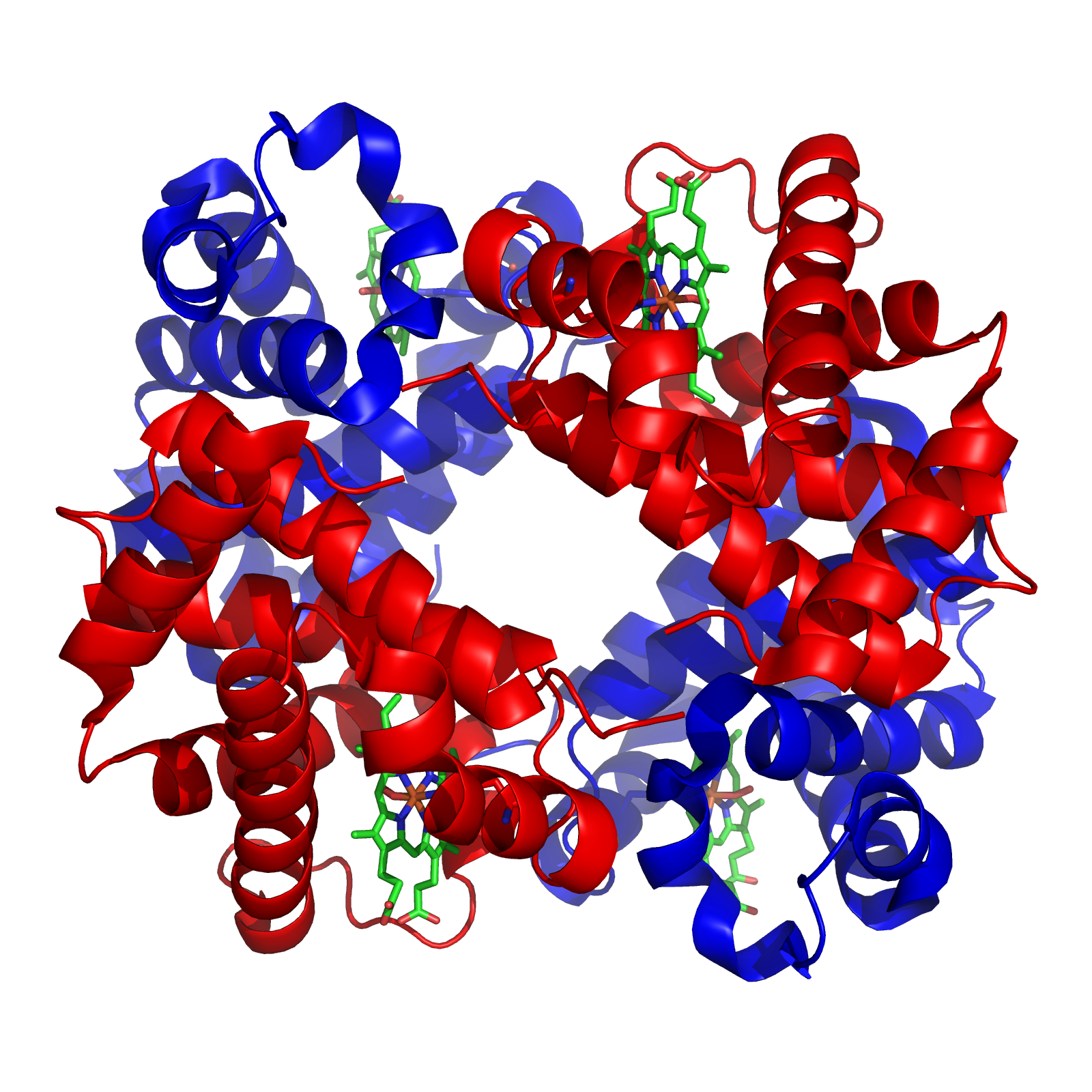
사람의 헤모글로빈. α와 β 소단위체가 각각 빨간색과 파란색으로 그려져 있다. 초록색 부분은 철을 포함하고 있는 헴이다.

헤모글로빈은 네 개의 소단위체, 즉 두 개의 α 소단위체와 두 개의 β 소단위체로 구성된 이종사량체이다. 그러나 구조적으로든 기능적으로든 헤모글로빈은 (αβ)2로 기술되는 편이 더 합리적이며, 따라서 두 개의 αβ 기본단위체가 결합한 이량체(또는 diprotomer)라고 한다.
아스파르트산 카바모일기전이효소는 α6β6 소단위체로 구성되어 있는데, 여섯 개의 αβ 기본단위체가 D3 대칭으로 배열되어 있다.

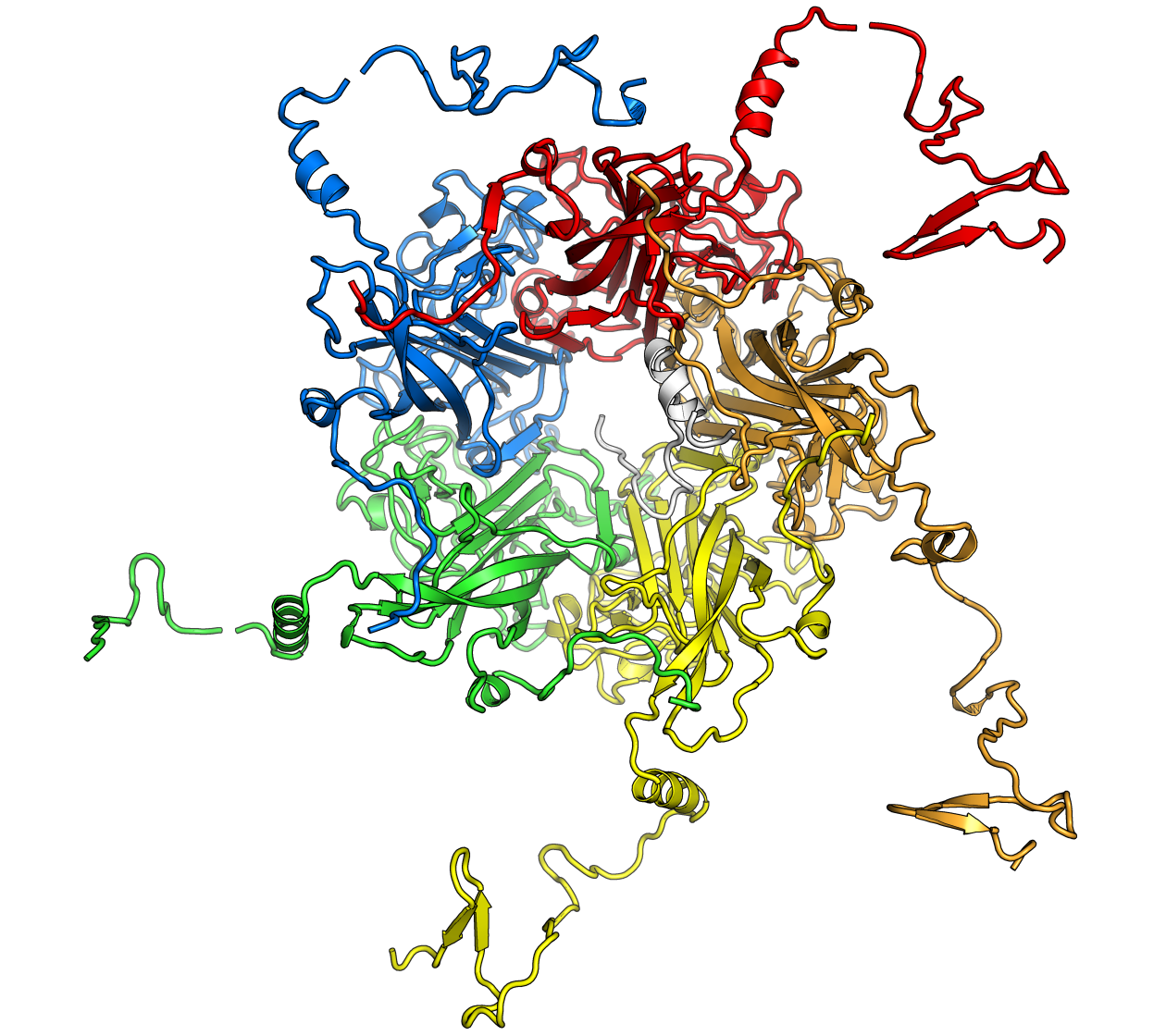
하나의 기본단위체 역할을 하는 캡시드 단백질 VP1 오량체. 각 단량체는 다른 색으로 그려져 있다.

바이러스의 캡시드는 종종 기본단위체로 구성되어 있다.
화학에서의 프로토머의 예시에는 타이로신이나 4-아미노벤조산이 있다. 전자의 경우 탈양성자화되어 카복실레이트와 페녹사이드 음이온을 형성할 수 있으며, 후자는 아미노기나 카복실기가 양성자화될 수 있다.